# Dicranomyia contraria
Dicranomyia contraria är en tvåvingeart som först beskrevs av Alexander 1953.  Dicranomyia contraria ingår i släktet Dicranomyia och familjen småharkrankar.
Artens utbredningsområde är Zimbabwe. Inga underarter finns listade i Catalogue of Life.